# بالگردگاه ساوت‌همپتون
بالگردگاه ساوت‌همپتون (به انگلیسی: Southampton Heliport) یک فرودگاه همگانی است. این فرودگاه در کشور ایالات متحده آمریکا قرار دارد .